# Ү
Ү, ү (cursiva: Ү, ү, llamada U recta o ue) es una letra de las versiones del alfabeto cirílico adaptadas a los idiomas no eslavos. No debe confundirse con la letra Y del alfabeto latino.

## Orígenes
Deriva de la letra cirílica У у ([u]) con el trazo central escrito de manera vertical.

## Uso
Se usa en los siguientes idiomas (en paréntesis la posición de la letra según el orden alfabético del idioma):
- idioma baskir (28.ª),
- idioma buriato (23.ª),
- idioma calmuco (27.ª),
- idioma dungano (26.ª),
- idioma kazajo (28.ª),
- idioma kirguís (23.ª),
- idioma mongol (23.ª),
- idioma tártaro (26.ª),
- idioma tuvano (24.ª),
- idioma yakuto (28.ª).

Suele representar las vocales redondas /y/ y /ʏ/, con excepción del idioma mongol, donde representa la vocal /u/.

## Tabla de códigos
| Codificación de caracteres | Tipo      | Decimal | Hexadecimal |
| -------------------------- | --------- | ------- | ----------- |
| Unicode                    | Mayúscula | 1198    | U+04AE      |
| Unicode                    | Minúscula | 1199    | U+04AF      |
| UTF-8                      | Mayúscula | 210 174 | D2 AE       |
| UTF-8                      | Minúscula | 210 175 | D2 AF       |
| Codificación numérica HTML | Mayúscula | &#1198; | &#x4AE;     |
| Codificación numérica HTML | Minúscula | &#1199; | &#x4AF;     |